# Грбашевець
46°13′ пн. ш. 16°44′ сх. д. / 46.21° пн. ш. 16.74° сх. д.
Грбашевець (хорв. Grbaševec) — населений пункт у Хорватії, у Копривницько-Крижевецькій жупанії у складі громади Расіня.

## Населення
Населення за даними перепису 2011 року становило 32 осіб.
Динаміка чисельності населення поселення: